# Grants Pass
La ville de Grants Pass est le siège du comté de Josephine, dans l’État de l’Oregon, aux États-Unis. Sa population s’élevait à 34 533 habitants lors du recensement de 2010, estimée à 38 191 habitants en 2018. La ville a été baptisée pour célébrer la victoire du général Grant à Vicksburg.

## Histoire
Des chasseurs et trappeurs de la Compagnie de la Baie d'Hudson furent les premiers hommes blancs à passer sur le site dans les années 1820. Des colons qui se dirigeaient vers la vallée de la Willamette voyagèrent à travers le site dans les années 1840. Le premier bureau de poste fut construit en 1865 et la ville fut incorporée en 1887, un an après être devenu le siège du comté de Josephine.

## Géographie
La ville est située au sud de l’Oregon, le long de l’Interstate 5 au nord-ouest de Medford au bord du fleuve Rogue. Le climat est de type méditerranéen avec des étés chauds et secs et des hivers doux et humides.

## Économie
Historiquement l'économie de la ville était fondée sur l’exploitation du bois mais aujourd’hui le tourisme est l’activité économique principale de la ville (rafting sur le fleuve Rogue, Cavernes de l’Oregon).
La ferme Rogue Creamery y est basée ; fondée en 1933, après s'être réorientée vers la production de lait et sa transformation en fromage fermier à partir de 2002, elle a remporté à plusieurs reprises depuis lors des prix dans différents concours.

## Personnalités liées à la ville
- Kevin Hagen, acteur, est décédé à Grants Pass;
- Steve Raines, acteur et scénariste, est né à Grants Pass;
- William Dellinger, athlète, est né à Grants Pass;
- David Lance Goines, artiste, est né à Grants Pass en 1945
- Ty Burrell, acteur, est né à Grants Pass en 1967;
- David Anders, acteur, est né à Grants Pass en 1981;
- Carl Barks, dessinateur, est décédé à Grants Pass en 2000.
- Charles Southwood, acteur décédé à Grants Pass le 8 avril 2009

## Jumelage
- Roubtsovsk (Russie)